# Orale-allergiesyndroom
Het orale-allergiesyndroom (OAS) is een, meestal milde, vorm van voedselallergie. Kenmerkend is, dat de verschijnselen alleen in het mond- en keelgebied optreden.
De verschijnselen treden doorgaans binnen enkele minuten op na het eten van bepaald fruit, bepaalde groenten, bepaalde noten of schaaldieren. Bij een aantal voedingsmiddelen vindt een reactie alleen plaats indien deze ongekookt zijn (fruit en rauwe groenten). Dat komt doordat de allergene eiwitten bij verhitting door denaturatie hun structuur kunnen verliezen. Ook bij inmaken of invriezen treedt dit effect op. Dit is echter niet altijd het geval. Zo heeft verhitten bij noten geen invloed. Meestal is de allergie beperkt tot één of enkele voedingsmiddelsoorten. Later kunnen de reacties zich ook uitbreiden naar andere voedingsmiddelen. De allergische reactie blijft gewoonlijk beperkt tot milde klachten zoals zwelling, jeuk en roodheid in en om de mond.

## Oorzaken van het orale-allergiesyndroom
OAS is een overdreven reactie van het immuunsysteem op voedingsmiddelen. Het immuunsysteem maakt daarbij IgE-antistoffen aan. De klachten ontstaan niet pas als het allergeen in de bloedsomloop is opgenomen, maar reeds na contact met het slijmvlies van lippen, mond of slokdarm. De reactie treedt dan ook zeer snel op, doorgaans binnen een paar minuten. OAS is een syndroom dat vaak een kruisallergische reactie laat zien met pollen. Het komt dan ook vaak voor in combinatie met hooikoorts. Bij een kruisallergie is er een allergische reactie op verschillende stoffen met een vergelijkbaar epitoop.

## Verschijnselen van OAS
De verschijnselen zijn over het algemeen mild en treden op waar het allergeen in contact komt met het slijmvlies. De klachten lopen uiteen en kunnen bestaan uit:
- jeuk in mond, gehemelte en keel, tot in de oren
- irritatie en blaartjes in de mond
- zwelling van lippen, gehemelte, tong, of glottis
- een beklemd gevoel in de keel

Deze symptomen komen snel op, maar verdwijnen ook weer snel. Typisch voor OAS is, dat de verschijnselen beperkt blijven tot het mond- en keelgebied. Zij kunnen later echter ook uitgroeien tot klachten als buikpijn, urticaria (netelroos), atopische allergie-klachten zoals astma en constitutioneel eczeem en zelfs anafylaxie.

## Bekende veroorzakers van OAS
Appel, peer, perzik, kiwi, meloen, banaan, noten, wortel, selderij, courgette en komkommer. Naast de hier genoemde voedingsmiddelen zijn er nog vele andere. Kruisallergieën die met OAS in verband worden gebracht zijn: Alsem (Artemisia), ambrosia, berk, grassen, latex.

## Bewerking van voedsel
Voedselallergie wordt gewoonlijk uitgelokt door eiwitdeeltjes. De atoomketens van grote eiwitmoleculen zijn doorgaans opgevouwen en in elkaar gewikkeld tot een eiwitstructuur. Waar bepaalde strengen bij elkaar komen kunnen knooppunten (epitopen) ontstaan waar antistoffen kunnen "aandokken" en een allergische reactie veroorzaken. Door verhitting, bevriezing of inwerking door inmaakzuur kunnen deze epitopen vernietigd worden. Als een allergeen voor zijn werking niet afhankelijk is van de ruimtelijke structuur of als het allergene eiwit na de bereiding zijn oorspronkelijke vorm nog heeft of herkrijgt, kan nog steeds OAS veroorzaakt worden. Van appel, wortel en selderij is bekend dat koken werkzaam is tegen OAS, maar een onderzoek van B. Bohle liet zien dat deze voedingsmiddelen daarna nog steeds in staat zijn om de aanmaak van T-cellen te bevorderen en daarmee een aanwezig atopisch eczeem te verergeren.

## Testen op OAS
Een onderzoek van Amlot et al gaf aan, dat een positieve priktest met hoge waarschijnlijkheid het orale-allergiesyndroom voorspelt. Dit in tegenstelling tot de ernstiger klachten als astma, netelroos, migraine of eczeem (zonder OAS), waarbij de priktest een zeer lage sensitiviteit heeft. Ook de RAST-test en de CAST-ELISA-test worden gebruikt om OAS aan te tonen, alhoewel deze minder nauwkeurig zijn dan de huidpriktest. Verder is ook de medische historie van de patiënt van belang.